# Desfile

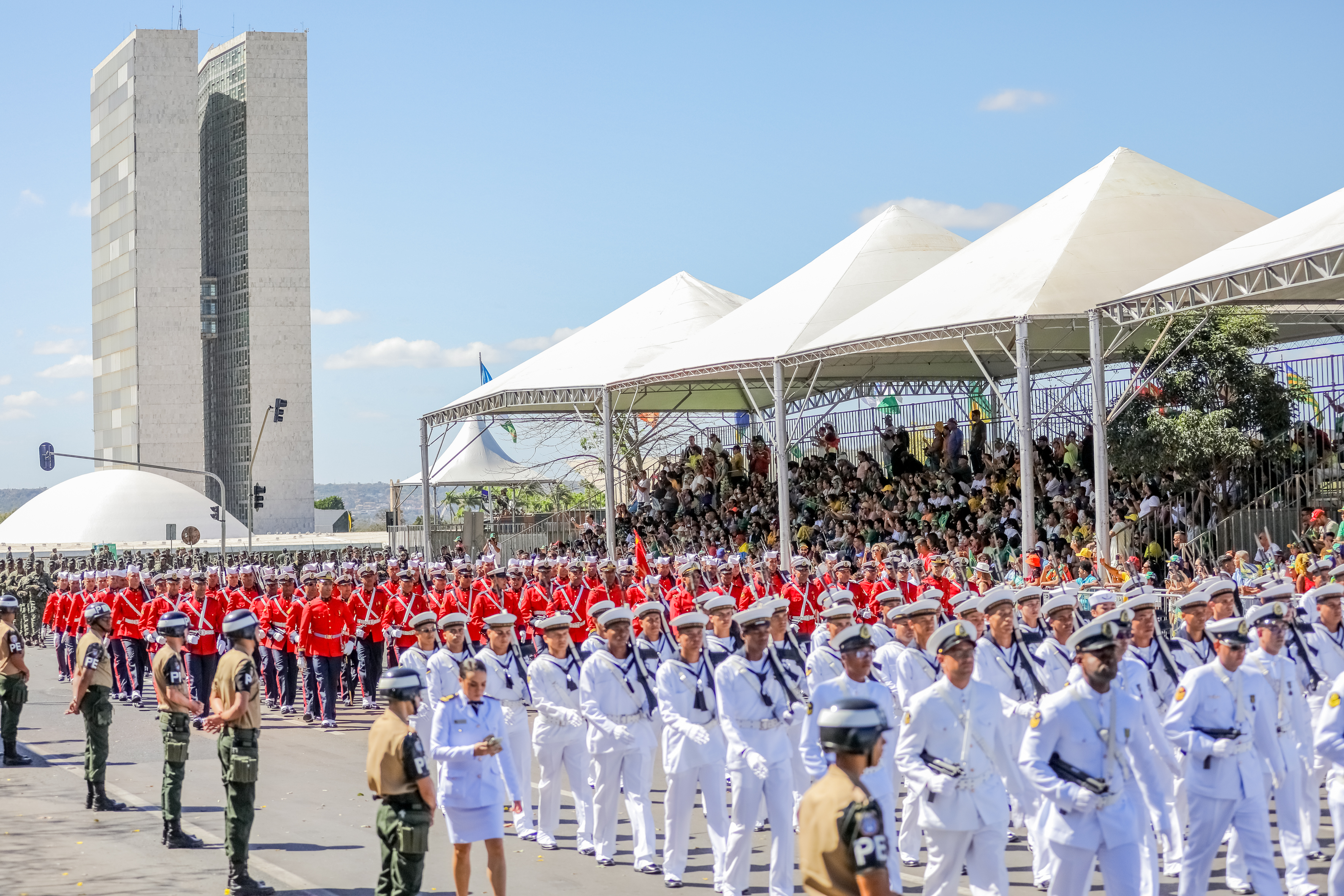
Desfile das Forças Armadas do Brasil em 2023.

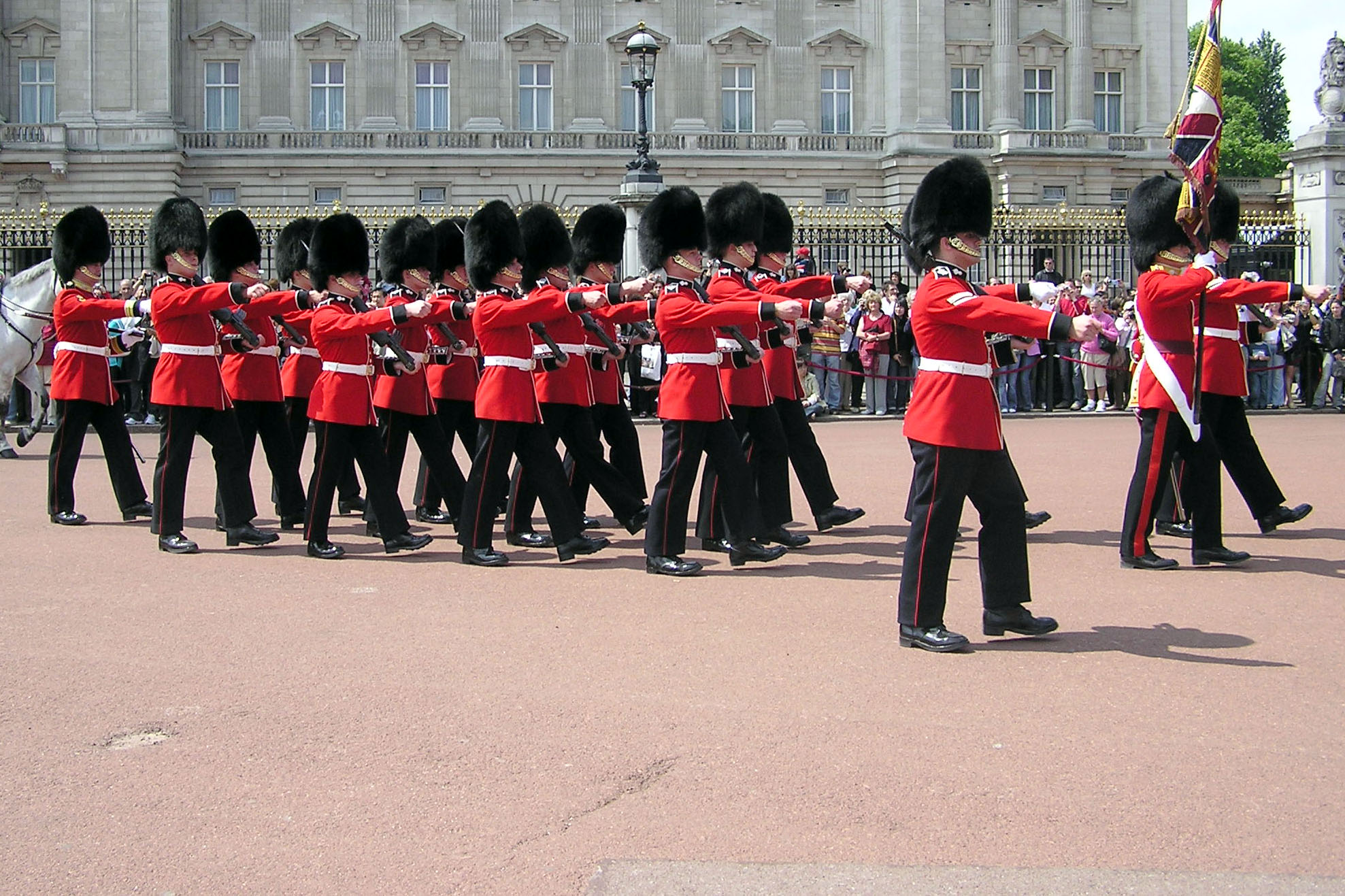
Desfile da guarda no Palácio de Buckingham, Londres, 2005

Desfile, marcha, cortejo, procissão ou parada é um evento comemorativo onde pessoas ou objetos móveis atravessam determinado caminho, sucedendo-se uns aos outros de forma coordenada, normalmente em filas. Geralmente tal evento acontece em ruas abertas, podendo também ocorrer em espaços fechados, tais como estádios, sambódromos ou no bumbódromo.
Entre os objetos utilizados nestes desfiles, frequentemente encontram-se balões, carros alegóricos e bandas marciais.
Embora sejam conceitualmente a mesma coisa, conforme a natureza da celebração, um ou outro termo pode ser preferencialmente utilizado. Enquanto o termo desfile é mais neutro, marcha geralmente possui algum caráter político, tal como a Marcha da Família com Deus pela Liberdade, enquanto o termo procissão é geralmente reservado para manifestações religiosas, especialmente àquelas do Catolicismo. Ainda, parada é geralmente um termo utilizado para descrever cortejos de militares.